# Saint-Crépin-d'Auberoche
Saint-Crépin-d'Auberoche é uma comuna francesa na região administrativa da Nova Aquitânia, no departamento Dordonha. Estende-se por uma área de 9,54 km². Em 2010 a comuna tinha 358 habitantes (densidade: 37,5 hab./km²).